# Ondřej Hošek
Ondřej Hošek (* 24. července 1995, Brno) je bývalý český reprezentant ve vodním slalomu a bývalý reprezentant v biatlonu. Jeho sestrou je Kateřina Havlíčková, mistryně světa ve vodním slalomu z roku 2011.
Do dorosteneckého věku střídal biatlon a vodní slalom (K1 – kajak), v němž získal na juniorském mistrovství Evropy zlatou medaili v soutěži hlídek.
V biatlonu reprezentoval od sezóny 2013/14 Česko v nižší soutěži IBU Cupu, v ročníku 2017/18 soutěžil v hlavní soutěži – v světovém poháru. Od následujícího ročníku jezdil opět v IBU Cupu.
V roce 2020 ukončil reprezentační kariéru.

## Výsledky

### Světový pohár
Sezóna 2017/18
| ČSP              | Místo            | SP          | SZ          | HZ          | IZ          | ŠT          | SŠT         | SZD         | STŘ |
| ---------------- | ---------------- | ----------- | ----------- | ----------- | ----------- | ----------- | ----------- | ----------- | --- |
| 1.               | Östersund        | nestartoval | nestartoval | nestartoval | nestartoval | nestartoval | nestartoval | nestartoval |     |
| 2.               | Hochfilzen       | nestartoval | nestartoval | nestartoval | nestartoval | nestartoval | nestartoval | nestartoval |     |
| 3.               | Annecy           | nestartoval | nestartoval | nestartoval | nestartoval | nestartoval | nestartoval | nestartoval |     |
| 4.               | Oberhof          | –           | –           | –           | –           | 14.         | –           | –           |     |
| 5.               | Ruhpolding       | 67.         | –           | –           | –           | 8.          | –           | –           |     |
| 6.               | Anterselva       | nestartoval | nestartoval | nestartoval | nestartoval | nestartoval | nestartoval | nestartoval |     |
| 7.               | Kontiolahti      | nestartoval | nestartoval | nestartoval | nestartoval | nestartoval | nestartoval | nestartoval |     |
| 8.               | Holmenkollen     | nestartoval | nestartoval | nestartoval | nestartoval | nestartoval | nestartoval | nestartoval |     |
| 9.               | Ťumeň            | nestartoval | nestartoval | nestartoval | nestartoval | nestartoval | nestartoval | nestartoval |     |
| Celkové umístění | Celkové umístění | nkl.        | –           | –           | –           |             |             |             |     |
| Celkové umístění | Celkové umístění | 0 b.        |             |             |             |             |             |             |     |